# Sporopipes squamifrons
Sporopipes squamifrons là một loài chim trong họ Ploceidae.